# Coțofănești
Coțofănești is een Roemeense gemeente in het district Bacău.
Coțofănești telt 3297 inwoners.